# Das Buchenblatt
Das Buchenblatt ist ein Gedicht von Hermann Löns. Es wurde 1911 in dem Band Der kleine Rosengarten veröffentlicht. Es wurde auch als Lied von Ludwig Rahlfs vertont.
Es wird auf Volksfesten – besonders in Norddeutschland – häufig gespielt und ist auch im Repertoire der Gesangvereine, wie auch bei Studentenverbindungen häufig anzutreffen.

## Das Buchenblatt
Nun hat es sich gewendet

Das grüne Buchenblatt,

Nun hat es sich geendet,

Was mich erfreuet hat.

Die Rose hat verloren

Die roten Blüten all,

Was du mir hast geschworen,

Es war ein leerer Schall.

Das Blatt am Buchenbaume

Gibt keinen Schatten mehr,

Dem allerschönsten Traume

Blüht keine Wiederkehr.

## Form
Das Gedicht hat drei Strophen mit jeweils vier Versen mit Kreuzreim. Das Metrum des Gedichts ist ein Trochäus mit drei Hebungen (Trochäischer Dreiheber).

## Analyse
In dem Gedicht „Das Buchenblatt“ von Hermann Löns, welches im Jahre 1911 erschienen ist, geht es um die Melancholie der schwindenden Blüte in der Natur. In den ersten Strophen sagt er, dass der Herbst beginnt und die Buchenblätter sich verfärben. Dabei fällt auf, dass er traurig wurde, weil der Sommer endet.
In der nächsten Strophe fallen sogar die Blätter der Rose. Das lyrische-Ich hatte gehofft, dass der Sommer ewig hält jedoch ist es in der Realität anders.
In den letzten Strophen geht es besonders darum, dass sich die Blätter vom Baum getrennt haben und kein Schatten mehr geben. Die letzte Strophe zeigt das der Herbst zu Ende ist und, dass das lyrische-Ich jetzt noch trauriger ist. In Vers 1–2 konnten wir eine Personifikation finden („Nun hat es sich gewendet, Das grüne Buchenblatt“), durch die Personifikation wirkt es lebendiger. In Vers 5 können wir eine weitere Personifikation finden („Die Rose hat verloren“), dadurch kann man den Inhalt einfacher erfassen. Außerdem ist in Vers 8 eine Antithese erkennen („Es war ein leerer Schall“), durch die Antithese wird die Lüge, dass der Sommer ewig halten wird, deutlicher und die innere Zerrissenheit wird ausgedruckt.

## Historischer Hintergrund
1909 verliebte sich Löns in Hanna Fueß, eine 20 Jahre jüngere Cousine seiner Ehefrau. Als Löns 1911 nach Streitigkeiten von seiner Frau verlassen wurde, verweigerte er beharrlich Unterhaltszahlungen. Löns irrte über ein Jahr durch Europa mit Stationen in Berlin, Davos, Innsbruck, Wien, Zürich, Wiesbaden, Münster und Wesel. In einem Schreibwahn schloss er sich in seinem Zimmer ein und arbeitete tage- und nächtelang. Dies in Kombination mit seinem Alkoholkonsum führte später zu einem Nervenzusammenbruch. Hermann Löns hielt sich von 1898 bis 1914 zur Jagd oft südlich von Ostenholz im Westenholzer Bruch auf. Wenn er nicht in Westenholz wohnte, dann übernachtete er gelegentlich in einer Jagdhütte.
Seinen Schriften kann man entnehmen, dass ihm lebende Wildtiere wichtiger waren als die tote Jagdbeute. Löns setzte sich 1911 für die Gründung des Naturparks Lüneburger Heide ein, des ersten deutschen Naturparks.

## Textausgaben
- Hermann Löns: Sämtliche Werke. Bd. 1. Leipzig 1924. S. 36